# Національний музей Бейрута
Національний музей Бейрута (араб. متحف بيروت الوطنيّ) — головний історичний та археологічний музей Лівану. Колекція музею почала формуватися до Другої світової війни, проте офіційно музей відкрився 1942 року. За інвентарем, музей має більше 100 000 експонатів, більшість яких було виявлено під час розкопок Дирекції античності. В експозиції можна побачити близько 1300 об'єктів, представлених в хронологічному порядку, починаючи з доісторичних часів й до мамлюкського періоду.
Під час громадянської війни в Лівані (тривала з 1975 року) музей опинився на лінії фронту, яка розділяла ворогуючі сторони. Будівля в египетському стилі та колекції музею зазнали значних збитків. Після декларації про припинення вогню в 1991 року підвали затоплені водою, колони пробиті шрапнеллю, стіни вкриті графіті, які залишили військовики, що використовували музей як військовий бункер.
Проте частину об'єктів вдалося порятувати завдяки вчасній евакуації. Після реставраційних робіт, що тривали кілька років, в 1999 рону знову відкрилися два поверхи музею, де було виставлено понад 1300 артефактів з колекції, яка колись включала близько 100 тис. предметів.
Втім відновлювальні роботи тривали. Фрески, що були пошкоджені через вологість, недбале ставлення і громадянську війну, були відреставровані в 2010—2011 роках завдяки допомозі Міністерства закордонних справ Італії та Італійського бюро співробітництва в Бейруті. Ці установи також фінансували відновлення всього підземного крила на суму, що перевищує 1 млн євро. Під керівництвом реставратора і архітектора Джорджо Капріотті і музеографа Антоніо Джаммарусті, що спроектував великі простори, де виставлені роботи, вдалося відновити Національний музей Бейрута.
2016 року після тривалих реставраційних робіт Національний музей Бейрута знову став визначним центром історії й археології Лівану. Особливо цінною вважається колекція артефактів фінікійського часу. Найцікавішими експонатами є 31 антропоїдний саркофаг з області Саїда (датуються V ст. до н. е.), саркофагом фінікійського царя Ахірама, гробниця II ст. н.е, 3 мумії XIII ст.,

## Галерея

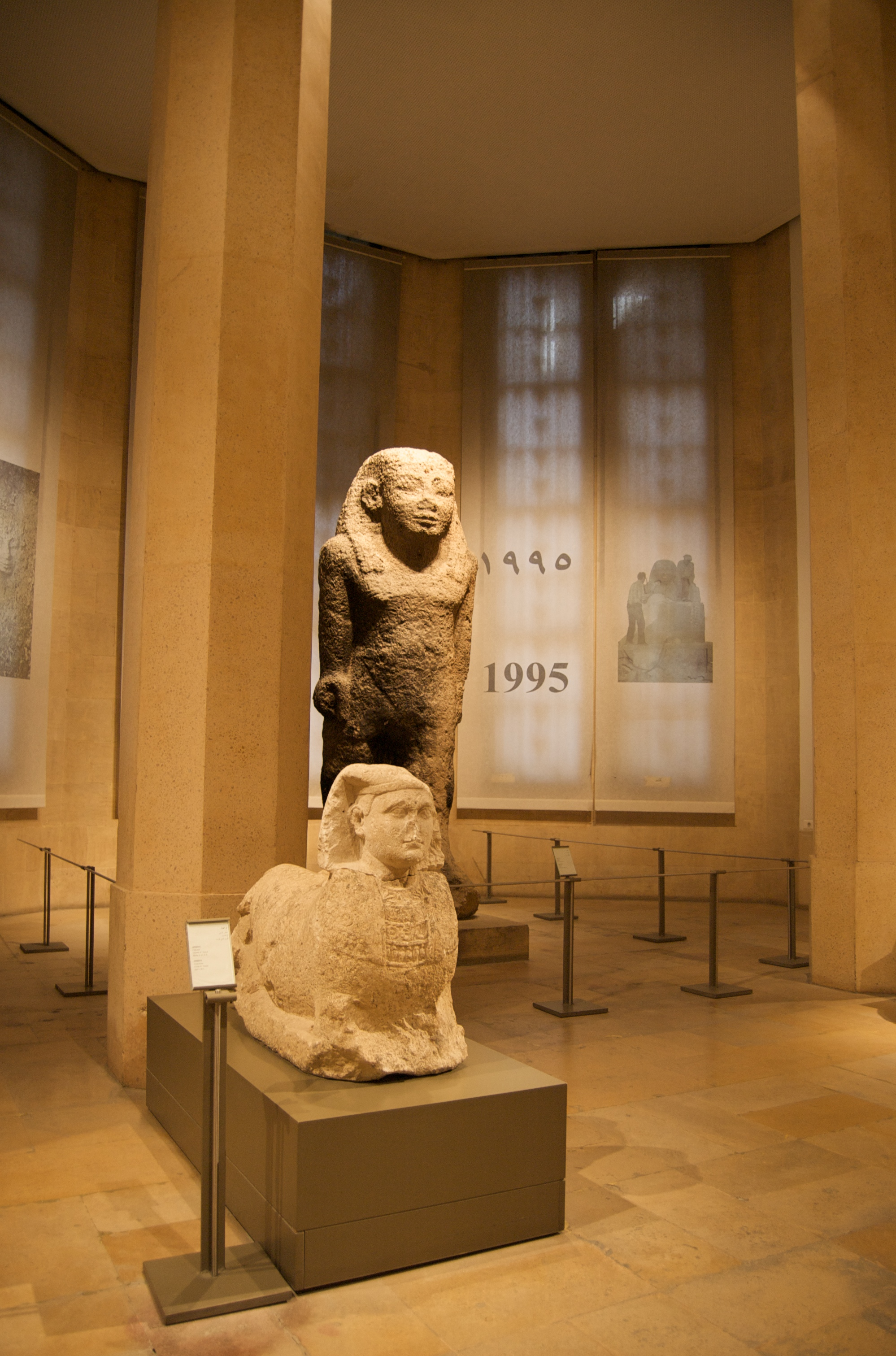
Артефакти, виставлені в музеї
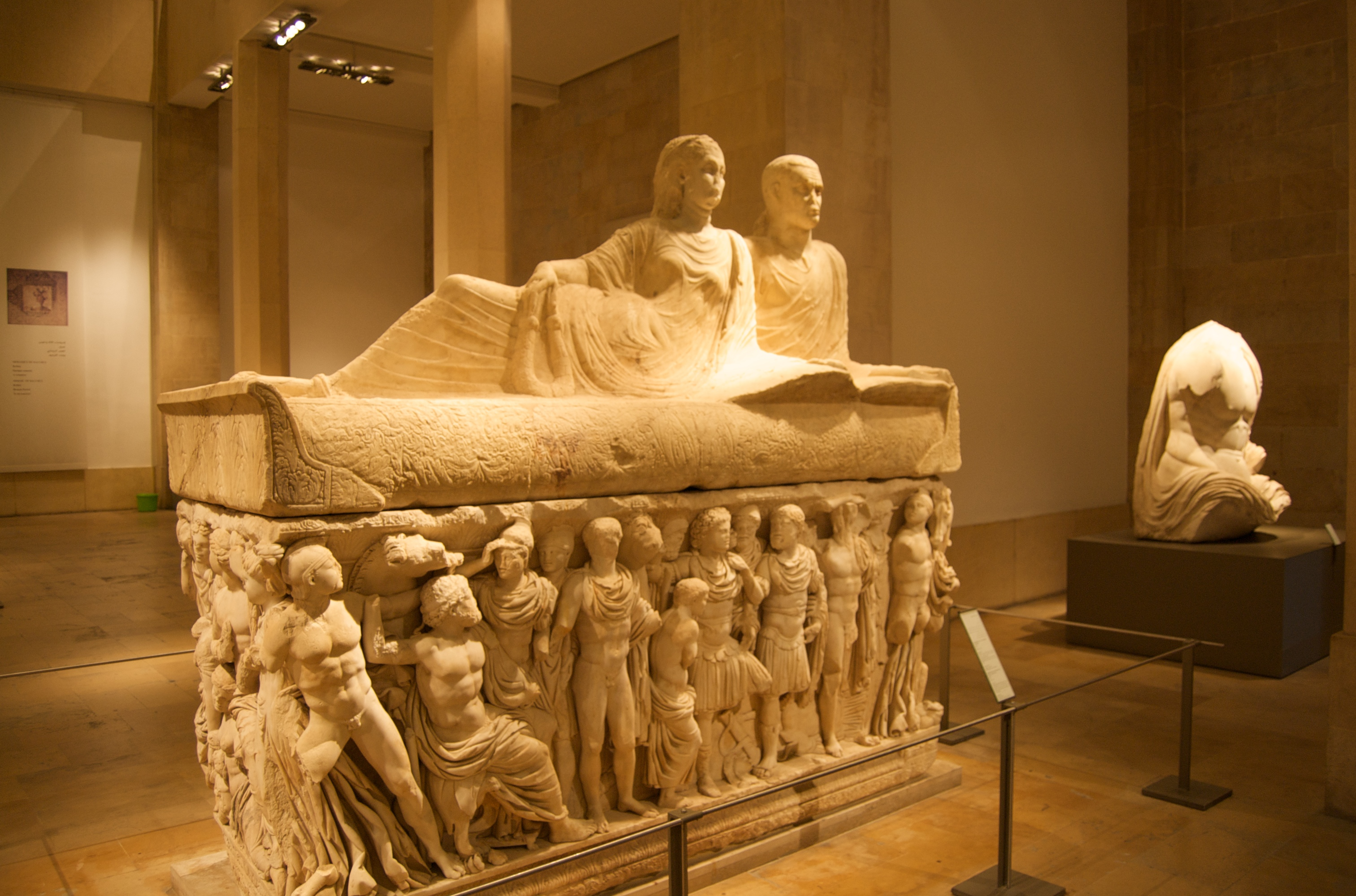
Давні надгробки
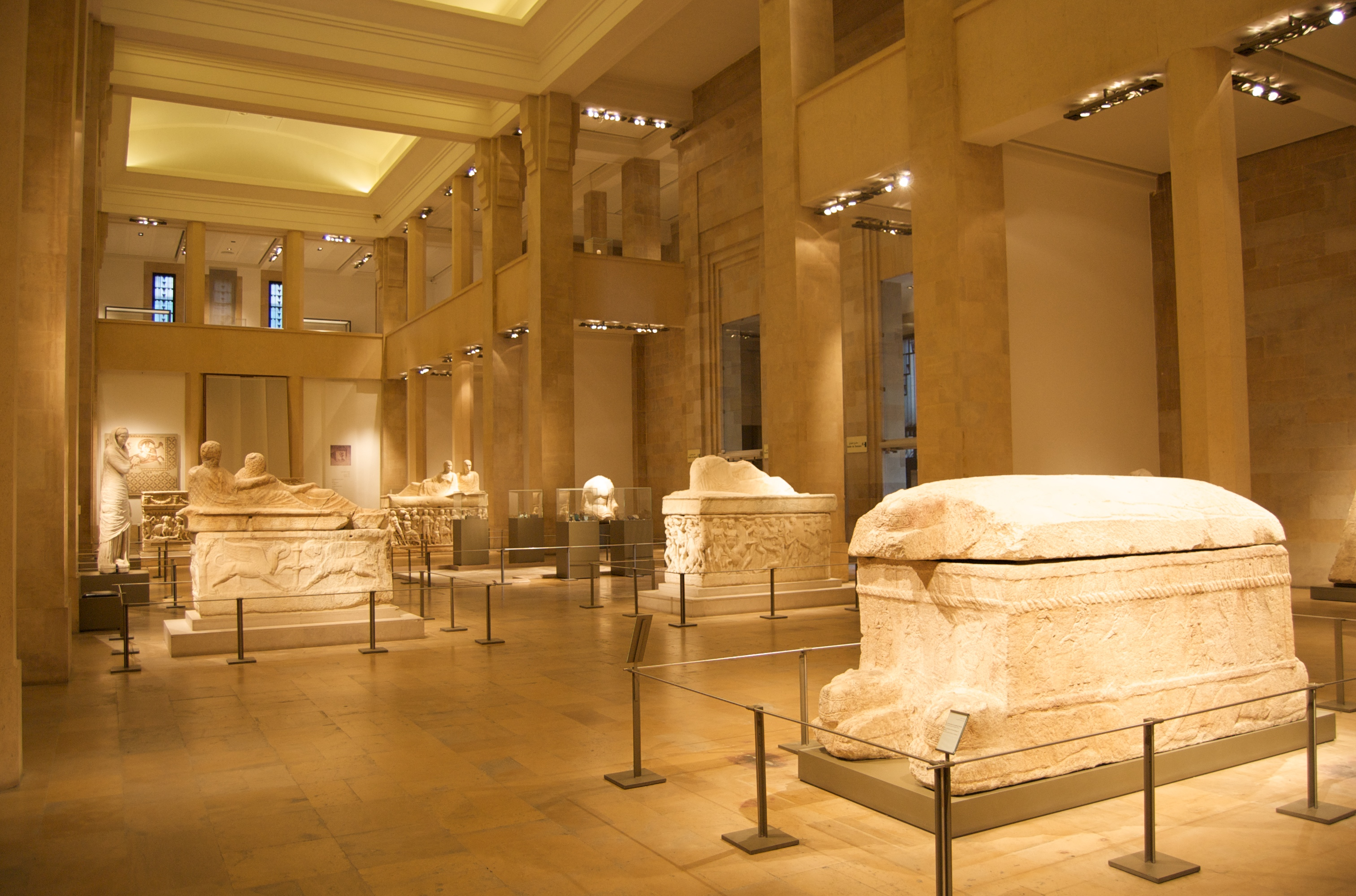
Інтер'єр музею